# Gazeta de Transilvania
Gazeta de Transilvania a fost primul ziar politic și informativ al românilor din Transilvania, de importanță socială și culturală majoră prin atitudinea politică afirmată și prin interesul pentru promovarea culturii la cât mai multe categorii sociale. Ziarul a reprezentat un punct de referință pentru nașterea presei românești din Ardeal.
Chiar de la început, Gazeta de Transilvania a avut editori, redactori și colaboratori cu o înaltă formare intelectuală, având studii în centre universitare prestigioase din acea vreme.

## Istoric
Nu a fost o întâmplare faptul că acest prim ziar românesc din Transilvania a apărut la Brașov, orașul fiind un punct important al vieții comerciale și al interferenței socio-culturale, zonă a interacțiunii umane și a schimbului de idei.
După câteva încercări nereușite, cu sprijinul financiar al negustorului brașovean Gheorghe Nica, au apărut primele numere ale Gazetei de Transilvania, redactorul publicației fiind George Barițiu și tipograf Johann Gött, care se ocupa și de distribuirea ziarului.

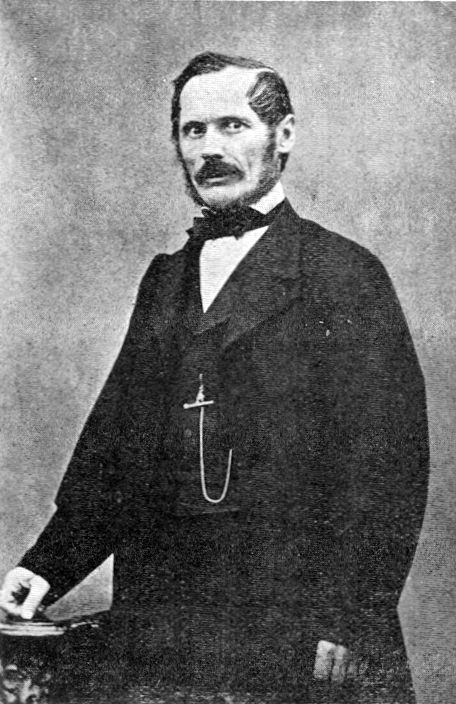
George Barițiu

În primul număr al Gazetei, apărut la 12/24 martie 1838, George Barițiu a redactat și publicat programul redacției, prin care sublinia rolul acestei publicații periodice în educația și cultura publicului, alături de cărți și literatură, prin difuzarea ideilor și a cunoștințelor științifice. Totodată, a afirmat importanța cultivării limbii și literaturii române, încurajarea creației originale, combaterea imitației și stimularea gustului pentru citit în limba maternă, punând un accent puternic pe menirea școlii. El a apelat deasemenea la colaborarea învățătorilor și a preoților pentru a susține gazeta cu articole.
Sediul inițial al redacției a fost în Casa Mureșenilor de pe Șirul Inului din Piața Sfatului, ziarul fiind tipărit pentru mulți ani în tipografia înființată de Johannes Honterus în anul 1533 și aflată atunci în proprietatea lui Johann Gött.
George Barițiu credea că existau două mijloace pentru cultivarea limbii și îmbogățirea și dezvoltarea creației literare: traducerile din alte literaturi și culegerea folclorului. Inițial Gazeta s-a ocupat în principal de aceste probleme vizând îmbogățirea limbii și a literaturii.
Gazeta de Transilvania a apărut săptămânal între 12 Martie 1838 – 30 Dec 1842, 2 Iulie 1858 – 30 Dec. 1860, 13 Oct. 1918 – 1 Ian 1945, bisăptămânal între 4 Ian. 1843 – 17 Mart 1849, 1 Dec. 1849 – 1 Iulie 1858, 7 Ian. 1861 – 30 Dec. 1879, de trei ori pe săptămână între 1 Ian. 1880 – 1 Aprilie 1884, zilnic între 4 Aprilie 1884 – 26 septembrie 1917 și 1938–1945. De la 3 ianuarie 1849 s-a numit Gazeta transilvană, iar de la 1 decembrie 1849 Gazeta Transilvaniei.
De asemenea, a editat între 2 iulie 1838 și 24 februarie 1865 Foaie pentru minte, inimă și literatură, după modelul german (Blätter für Geist, Gemüth und Literatur), supliment cultural de sâmbătă și duminică, care, după cum arată și numele, cuprindea ȋn principal date de ordin cultural, literar, artistic, filologic, științific și didactic. La început, fiind mai puțin supravegheată atent de cenzură, în paginile sale au fost publicate și articole politice. Treptat, ponderea acestora s-a concentrat în Gazeta de Transilvania, publicație cu rost și caracter exclusiv politic.
În primii ani de existență, Gazeta a pus accentul pe partea informativă, prezentând evenimentele politice din Transilvania, Ungaria și din restul lumii, dar mai ales pe cele din Moldova și Țara Românească. Deși atunci a avut un caracter aproape exclusiv informativ, aceasta nu a însemnat că ziarul a fost lipsit de orice atitudine. Prin alegerea materialului, felul prezentării, adnotările, comentariile și notele de subsol ale redacției se atesta punctul de vedere al publicației.
În dorința de a face cunoscută gazeta sa, dar și cu scopul de a reflecta mai bine știrile locale, încă din anul 1838, George Barițiu a recrutat o serie de colaboratori și corespondenți permanenți în cele mai importante centre urbane din Transilvania și Banat, dar și din principalele orașe de la sud și est de Carpați: București, Craiova, Iași, etc. Cu ocazia aniversării a 50 de ani de la înființarea Gazetei, în anul 1888 a fost publicată o lungă listă a acestor colaboratori pe provincii, George Barițiu susținâd în numărul jubiliar că la revistă au colaborat „toți câți știau să poarte pana”.

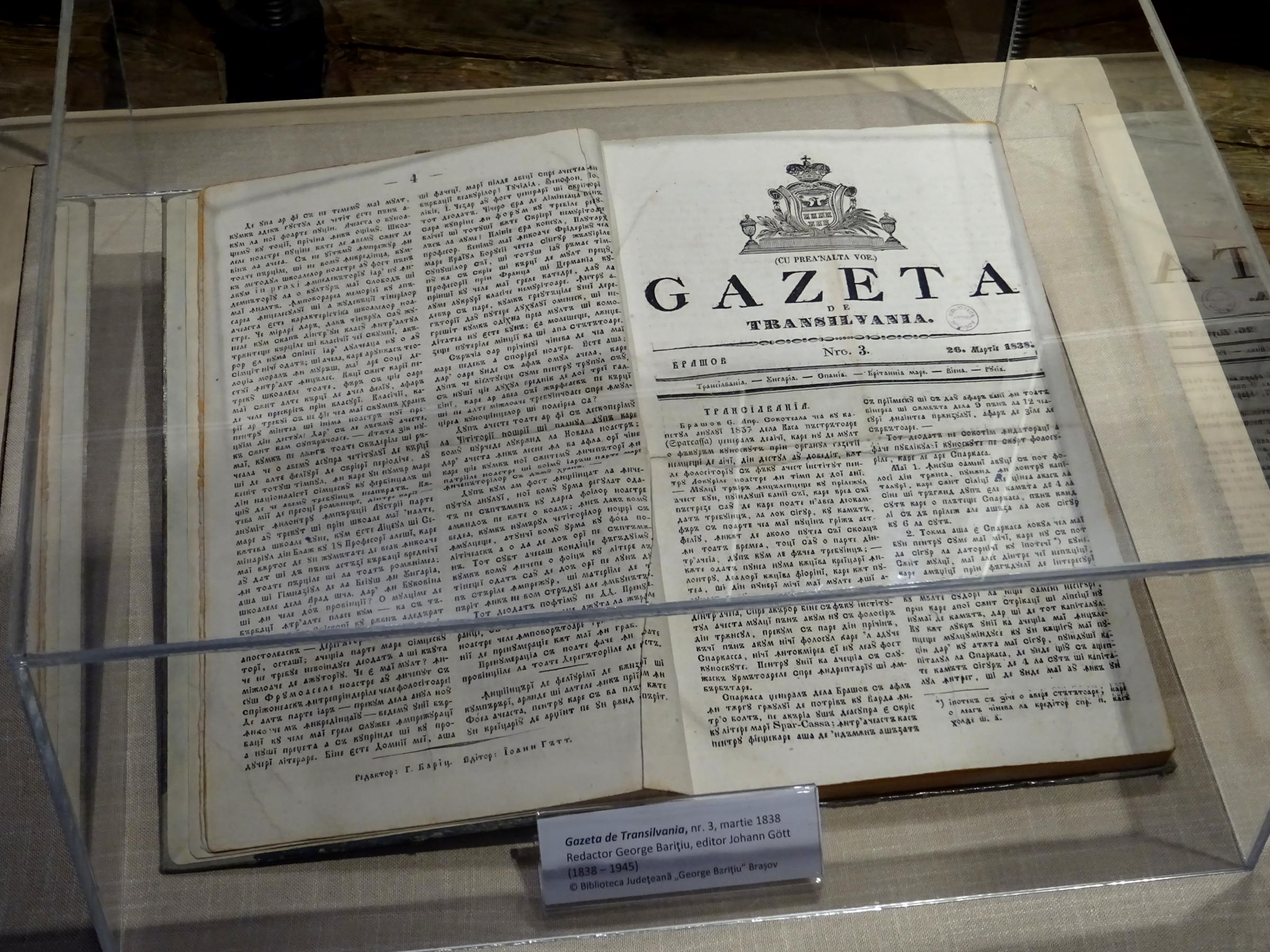
Gazeta de Transilvania, numărul 3, martie 1838

Din dorința de a oferi cititorilor informații cât mai exacte și mai bine documentate, George Barițiu se documenta din foarte multe surse, preluând informații din ziarele săsești și maghiare din Transilvania, din presa românească de la București și Iași precum și din presa engleză, franceză și germană. În 1841, Barițiu declara că se informa asupra actualității din peste 30 de jurnale, multe obținute prin „cabinetul” lui Johann Gött, care făcea abonamente la 50 de publicații politice și literare pentru editorii săi.

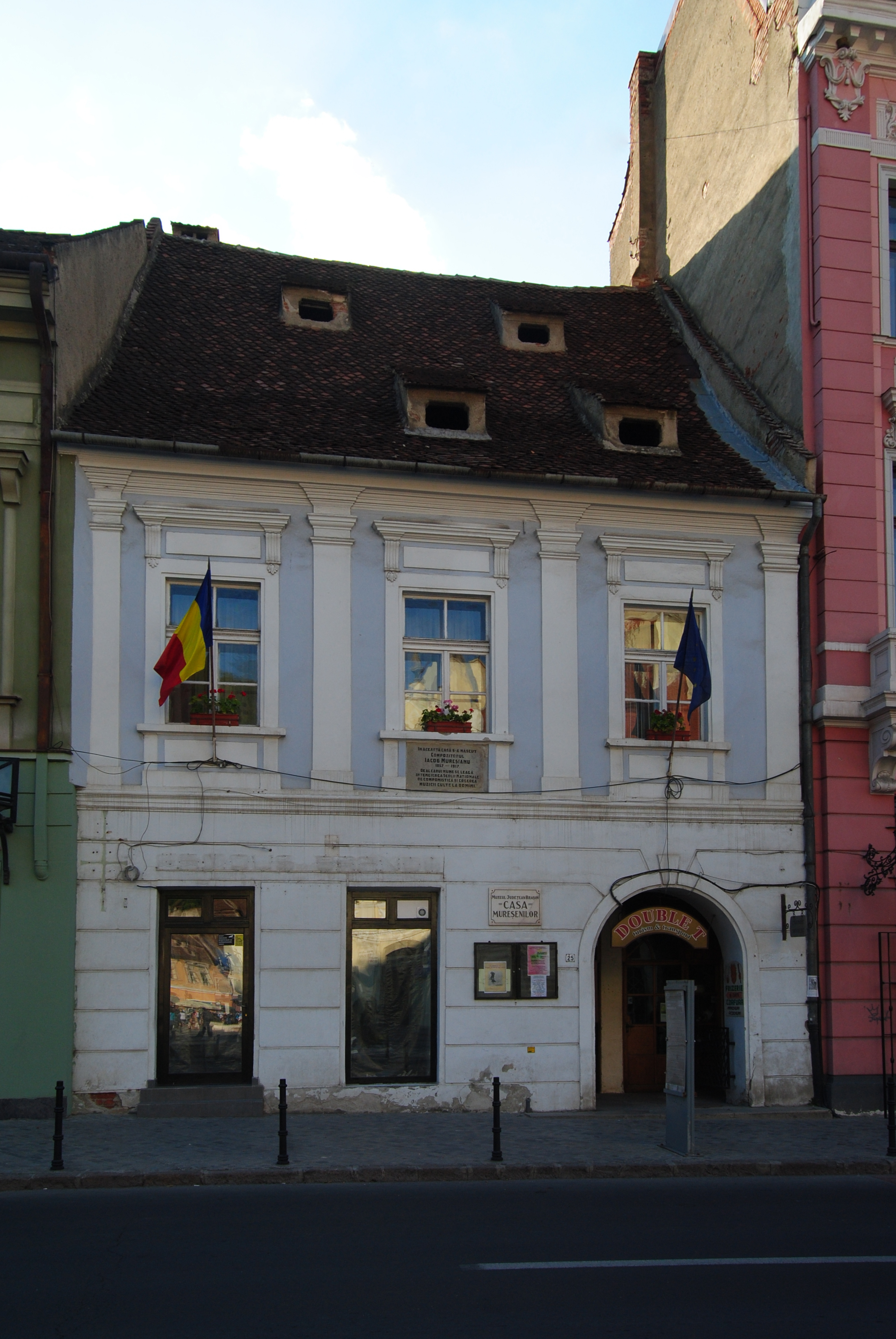
Casa Mureșenilor, sediul inițial al redacției

La 13 februarie 1839, Barițiu a înființat o rubrică nouă, „Poșta redacției”, prin care purta un dialog cu publicul, iar în 1844 a apărut articolul de fond, sub titlul „Articol începător” sau „Articol premergător”, Gazeta devenind astfel mai critică și combativă, definindu-și propria poziție față de problemele politice românești. O altă inițiativă a lui Barițiu a fost introducerea, în 1845, pentru o perioadă, a rubricii „Revista de jurnale”, unde erau sintetizate cele mai importante probleme dezbătute de presa germană, maghiară și română din Principat.
În ampla activitate ziaristică pe care a desfășurat-o Barițiu s-au reflectat cu multă pătrundere preocupările culturale, lingvistice, istorice, literare, economice, politice și sociale ale epocii. El a cultivat toate genurile jurnalisticii, alternând studiile științific cu articolele militante, reportajele cu adnotații concise, discuțiile ample cu polemici incisive.
De tipărirea și difuzarea ziarului se ocupa tipograful Johann Gött, difuzarea lor peste munți fiind asigurată prin librăriile din Iași și București, precum și prin reprezentanți recrutați dintre prietenii și colaboratorii lui Barițiu, cărora li se acorda un comision de 5%. Acești colaboratori au fost cei care au asigurat, cu predilecție, răspândirea Gazetei, confruntată adesea cu interdicții oficiale de circulație pe teritoriul statelor românești de peste Carpați.
De asemenea, pentru a aproviziona tipografia ziarului cu hârtia necesară, Barițiu a inițiat ȋnființarea unei fabrici de hârtie la Zărnești, doată cu mașini și utilaje cumpărate din Germania prin finanțarea Caselor de Comerț din Brașov. Din anul 1852 el a îndeplinit aici, pentru 20 de ani, funcția de director comercial.
În momentele de absență din anii 1838, 1845, 1847, George Barițiu a fost suplinit de Andrei Mureșanu, redactor secund la Gazetă. Acesta a colaborat mai ales la Foaie pentru minte, inimă și literatură, cu poezii, traduceri, articole pedagogice, de critică literară, de popularizare, anecdote.
Situându-se pe poziții democratice patriotice și iluministe, publicația lui Barițiu a avut un rol important în lupta politică a românilor din Transilvania, solidară cu cercurile progresiste din principate. În perioada efervescenței literare și a romantismului politic din timpul revoluției de la 1848 din Transilvania, ziarul a devenit mai critic și mai combativ, militând pentru recunoașterea de către autoritățile guvernamentale a egalității în drepturi între naționalitățile din principat, pentru unitatea națională a românilor de pe ambele părți ale Carpaților, precum și pentru desființarea iobăgiei din Țara Românească și Moldova (în Transilvania fiind desființată în timpul împăratului Iosif al II-lea).
Gazeta a descris pe larg dezbaterile și hotărârile adunării de la Blaj din 3/15 mai 1848, iar în suplimentul său literar s-au publicat creațiile patriotice revoluționare ale lui Vasile Alecsandri și Andrei Mureșanu: „15 mai”, „Hora Ardealului”, prima versiune a „Horei Unirii” și „Răsunet”, devenit apoi „Deșteaptă-te, române!”, precum și mărturii despre mișcare. Au fost relatate în Gazetă deciziile luate de Dieta Transilvaniei, de cea de la Pesta, de guvernul maghiar, precum și evenimentele care au urmat. De asemenea, Gazeta a fost singura publicație care a făcut cunoscute proclamațiile Comitetului Național Român. Ca urmare, ziarul brașovean a fost investit oficial în calitate de tribună a deciziilor organismului revoluționar.

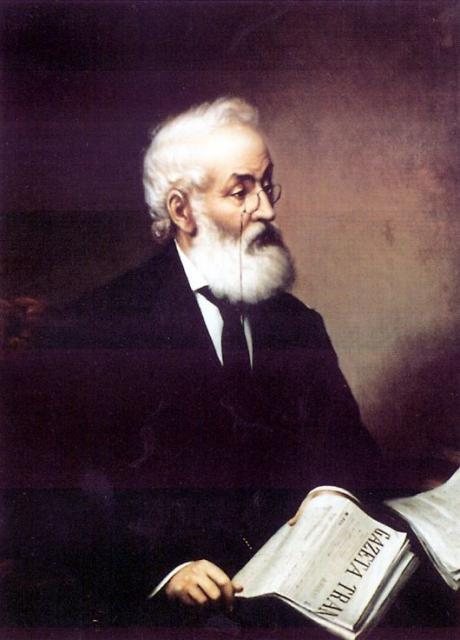
Iacob Mureșianu

Un moment important al Gazetei l-a constituit de suspendarea din 13/25 februarie 1850, datorată atitudinii lui Barițiu expusă într-o serie de articole despre revoluția de la 1848 și despre rolul jucat de Avram Iancu în derularea evenimentelor, redactorul refuzând să dea o declarație prin care să-și retragă afirmațiile din articolele publicate.
Ca urmare a cererii făcute ȋn 20 martie 1850 de către Iacob Mureșianu guvernatorului Ludwig von Wohlgemuth, Gazeta de Transilvania a putut să ȋși continue activitatea, dar în condiții mult mai severe, redactorii având obligația să prezinte în prealabil autorităților care se ocupau de cenzură tot ce publicau în ziar, având în vedere și legea presei din anul 1852, prin care răspunderea cădea nu numai pe autor, ci pe toți care participau la publicare, aceștia răspunzând și ei, cu persoana și cu averea lor.
Conducerea redacției a fost preluată de Iacob Mureșianu care a mai temperat tonurile incisive ale articolelor. El a început să publice, tot mai des, articole de fond, alături de vechile articole generale, teoretice, cu scop educativ. Rubricile Gazetei din anul 1852 se intitulau: „Monarhia austriacă”, „Despre telegrafice”, „Țara Românească”, „Moldova”, Cronică străină” și „Foiletonul”.
După 1860, Iacob Mureșianu s-a preocupat de modernizarea ziarului, punând accent ȋn articolele publicate pe dezvoltarea învățământului, modernizarea economică, socială și politică. În anii 1852, 1865, 1868, ziarul a fost publicat într-un format mai mare, oferind astfel mai mult spațiu pentru publicarea informațiilor și știrilor locale. A fost schimbat și aspectul grafic prin înlocuirea alfabetului chirilic cu cel latin. Gazeta de Transilvania, și suplimentul literar  Foaie pentru minte, inimă și literatură , au fost tipărite în primii ani cu alfabet chirilic, iar din 3 ianuarie 1844 (Gazeta), respectiv 23 iunie 1840 (Foaia…) cu literele semichirilice ale alfabetului de tranziție.  În numărul 1 din 2 ianuarie 1852 a apărut, pe prima pagină, primul articol scris cu caractere latine, intitulat „Monarhia austriacă”. În același an s-a trecut la scrierea cu caractere latine a primei pagini, în întregimea sa. Începând cu numărul 1 din 7 ianuarie 1862, Gazeta de Transilvania a fost scrisă integral cu caractere latine.
Alte modificări aduse de Iacob Mureșianuau au inclus titlul scris cu caractere aparte, și ȋncepând din această perioadă în ziar sunt publicate numele redactorului și al tipografului.

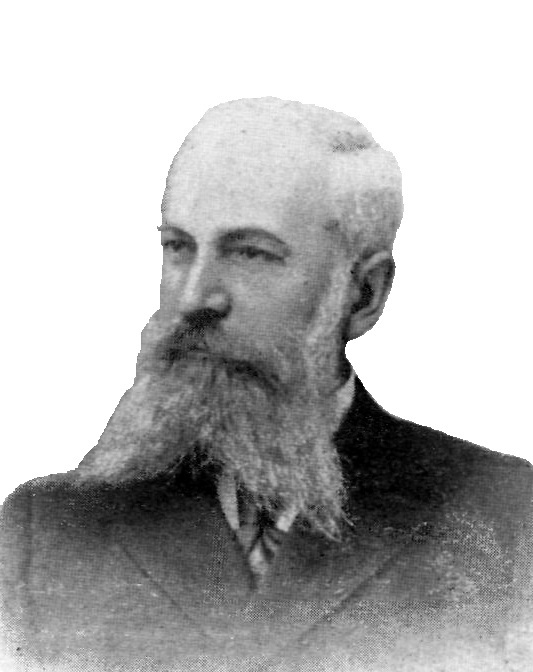
Aurel Mureșianu

Prin articolele publicate în Gazetă, pe lângă susținerea drepturilor politice, sociale și economice ale românilor, Iacob Mureșianu a contribuit și la popularizarea în Transilvania a principalelor evenimente de peste Carpați: Unirea Principatelor Române de la 1859, reformele lui Alexandru Ioan Cuza, Războiul de Independență al României din 1877, etc.  În anul 1868 Iacob Mureșianu a fost acționat în judecată pentru publicarea Pronunciamentului de la Blaj, iar în anul 1877 pentru articolele publicate în care a susținut cauza războiului de independență al României. În perioada iulie-noiembrie 1877, Gazeta se referea aproape în întregime exclusiv la război. Știrile erau obținute prin intermediul corespondenților particulari, permanenți sau ocazionali, recrutați dintre românii ardeleni plecați în România temporar sau definitiv, precum și de la corespondenții oficiali de presă. Datele erau analizate cu discernământ și apoi comparate pentru a informa cât mai obiectiv cititorii. În același timp, ziarul a dezmințit exagerările, combătând calomniile din presa străină și confruntându-se cu atitudinea filo-turcă a Austro-Ungariei.
În perioada 1877–1909, conducerea Gazetei a fost preluată de fiul lui Iacob Mureșianu, dr. Aurel Mureșianu (1847-1909), acesta afirmându-se ca un ziarist profesionist, primul în rândul românilor din Transilvania. Revenit de la Viena ca doctor ȋn drept și unde a urmat o școală specială de jurnalism, el s-a preocupat de modernizarea ziarului în raport cu cerințele epocii și standardele presei. Calitatea articolelor publicate a devenit foarte bună, punându-se accentul pe informație, astfel încât aceasta să fie ușor înțeleasă de cititori. Datorită profesionalismului conferit publicației, Aurel Mureșianu a reușit să atragă în redacție redactori și colaboratori mult mai bine pregătiți, adevărați ziariști.
Conținutul, stilul, ortografia, mărimea ziarului s-au modificat, a fost adoptată scrierea fonetică și s-a introdus ortografia cu diacritice, ȋn scopul răspândirii ziarului și facilitării lecturii.

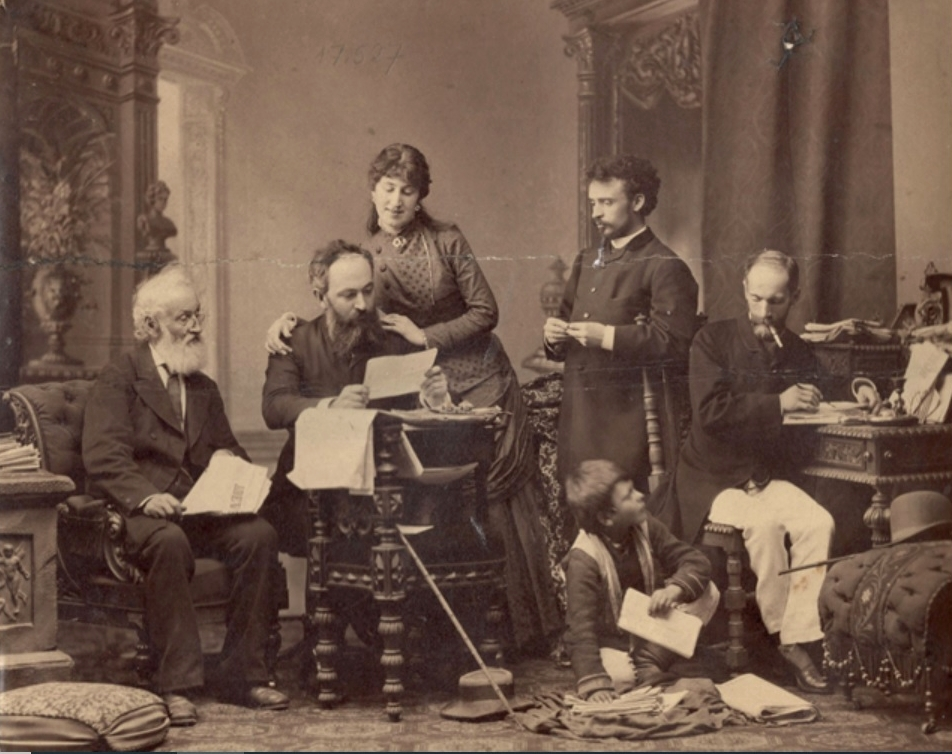
Redacția Gazetei de Transilvania la 1884; de la stânga la dreapta: Iacob Mureșianu, fiul său dr. Aurel Mureșianu, fiica acestuia, Sevastia, redactori de ziar și un copil care vindea ziare

Pentru a facilita tipărirea și difuzarea ziarului, Aurel Mureșianu a ȋnființat ȋn anul 1888 propria tipografie cu sediul la Brașov, pe strada Șirul Inului Nr. 22 (astăzi Muzeul „Casa Mureșenilor”), având ca dotare tehnică o mașină de tipărit cumpărată de la Viena și cu personal majoritar din Șcheii Brașovului, creându-se astfel aici o școală tipografică românească.
Prin politica redacțională promovată, Aurel Mureșianu a păstrat tonul grav și prudent din timpul lui George Barițiu și Iacob Mureșianu, necedând ispitei senzaționalului. Aceasta a conferit mai multă credibilitate și prestigiu informațiilor comunicate, dar pe de altă parte au izolat ziarul, devenit mai conservator, rigid și incapabil să se adapteze la noile realități.
În anii 1877, 1888, 1890, Gazetei i s-au intentat procese de presă pe fondul publicării unor articole, fapt care s-a soldat cu amenzi și luni de închisoare.
Printre abonații Gazetei s-au numărat, de-a lungul timpului, Timotei Cipariu, Simion Bărnuțiu, episcopul Ioan Lemeni, mitropolitul Alexandru Sterca-Șuluțiu, dr. Vasile Popp, dr. Pavel Vasici-Ungureanu, Ioan Popasu, Ioan Barac, Aron Pumnul, mitropolitul Andrei Șaguna, August Treboniu Laurian, Alexandru Papiu Ilarian, Axente Sever, Stephan Ludwig Roth din Transilvania, Grigore Alexandrescu, Ion Ionescu de la Brad, dr. Carol Davila, Titu Maiorescu din Principate.
Cu ocazia aniversării a 50, ulterior a 70 de ani de la apariție, au fost publicate numere jubiliare prin care au fost prezentați colaboratorii, evenimentele, realizându-se și un scurt bilanț. Au fost organizate și parade prin Brașov, ȋn fruntea cortegiului festiv pășind George Barițiu și Iacob Mureșianu.
Datorită greutăților materiale, scăderii numărului abonaților, dar și a caracterului său prudent și greoi, Gazeta de Transilvania, poreclită ȋn epocă „baba Gazetă”, a ȋnceput să piardă teren în fața unor publicații mai nou apărute, (Tribuna, Românul, Drapelul), la care activau intelectuali și militanți politici ardeleni, jurnaliști ai noii generații, printre care: Octavian Goga, Vasile Goldiș, Valeriu Braniște.

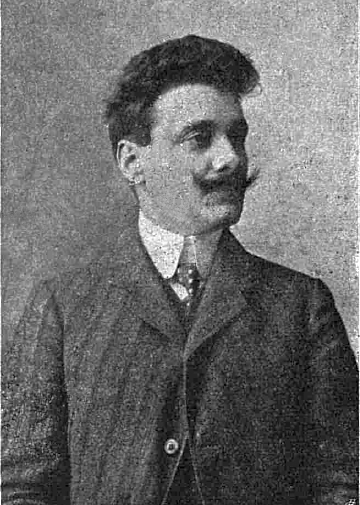
Victor Braniște

O ȋncercare de a salva Gazeta, inițiată de un comitet ȋn anul 1896, prin care conducerea ziarului urma să fie preluată de Valeriu Braniște și Virgil Onițiu, a eșuat, datorită ȋn principal inflexibilității lui Aurel Mureșianu în privința programului Gazetei și refuzul acestuia de a accepta inovații în scrierea articolelor de fond.
După moartea lui Aurel Mureșianu ȋn anul 1909, Gazeta a fost condusă de soția acestuia, Elena Mureșianu, ajutată de redactorii Victor Braniște, Silvestru Moldovan, Alexandru Bogdan, Andrei Bogdan și Sextil Pușcariu. În decembrie 1911 Elena Mureșianu a renunțat la conducere în favoarea societății de comandită care a preluat ziarul, președinte fiind Nicolae Vecerdea, director Voicu Nițescu iar redactori Victor Braniște și Ioan Brote. Colaboratori ȋn acea perioadă erau Silvestru Moldovan, Onisifor Ghibu, Aron Cotruș, Emil Isac, Ioan Lupaș, Virgil Onițiu.
În anul 1914, după plecarea lui Voicu Nițescu în România odată cu ȋnceputul Primului Război Mondial, aceasta provocând și o scurtă criză în redacția Gazetei, conducerea a fost preluată de Victor Braniște și Ioan Brote. În 1916, în scurta perioadă de timp cât armata română s-a aflat la Brașov, Gazeta a fost condusă de Victor Braniște și redactată de Constantin Lacea, publicând articole semnate de Ion Agârbiceanu, Octavian Goga, Nicolae Iorga.
Confruntată cu condițiile de război și lipsa de personal Gazeta de Transilvania a descris evenimentele de pe front, dar după reocuparea orașului Brașov de către armata austro-ungară, personalul redacțional a ziarului a fost schimbat, redactori maghiari înlocuind redactorii români, toată averea publicației a fost confiscată și pentru o scurtă perioadă de timp ziarul care militase pentru drepturile românilor din Transilvania, a făcut propagandă maghiară.
După Primul Război Mondial și Marea Unire, începând cu ianuarie 1919, Gazeta a revenit ȋn peisajul publicistic, informând despre deciziile Sfatului Național Român. După 1922 Gazeta a devenit ziar predominant politic, reprezentând interesele partidelor politice.

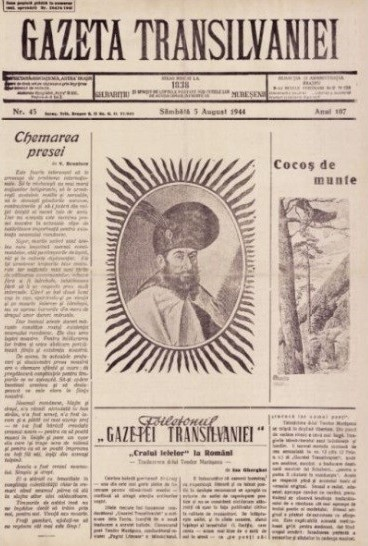
Gazeta de Transilvania (cenzurată), 5 august 1944

În 1934, tipografia „A. Mureșianu, Branisce & Comp.” unde a fost tipărită Gazeta începând din anul 1888, ajunsese într-o situație financiară deficitară și a fost cumpărată de Asociația Transilvană pentru Literatura Română și Cultura Poporului Român (Astra) Brașov. Noua tipografie „Astra” a fost reutilată cu mașini moderne, performante, devenind în decurs de patru ani o întreprindere importantă cu 60 salariați.
Începând cu primăvara anului 1941, Gazeta de Transilvania a trecut și ea în administrația Astrei.
Sub conducerea noului redactor șef, Ion Colan, Gazeta s-a transformat într-un ziar cultural și național, un ziar de opinie, nu doar de informare, ce milita pentru reîntregirea României care suferise cedările teritoriale din urma ultimaturilor sovietice și a Dictatului de la Viena din 28 iunie, respectiv 30 august 1940.

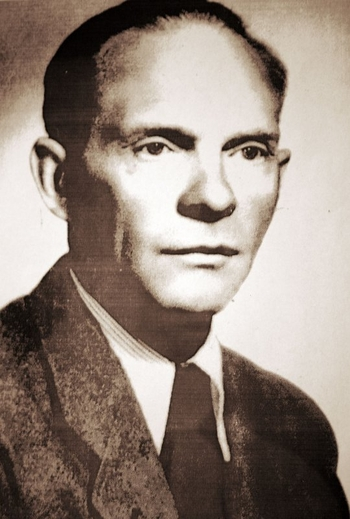
Ion Colan

Sub egida Astrei, noua orientare cultural-națională a ziarului, reflectată în conținutul său este evidențiată de predominanța articolelor de fond, de opinie, cu accente critice, pamfletare. Au fost publicate, de asemenea, articole cu caracter social, anunțuri de publicitate, informații diverse, proză și poezii, în general patriotice, și singura rubrică de informație - cronica războiului.
Datorită conjuncturii speciale a războiului, a contextului politico-militar și a faptului că în acea perioadă a celui de-Al Doilea Război Mondial statul român era aliat cu Germania și Ungaria, articolele pe teme legate de Transilvania au suferit rigorile cenzurii. În atenția cenzurii erau predominante editorialele care tratau subiectul războiului și al interesului național, modificându-se pasajele naționaliste referitoare la aliații de atunci ai României, în special Ungaria. Una dintre problemele abordate frecvent în paginile ziarului era aceea a recuperării teritoriilor pierdute în 1940, mai cu seamă a Nord-Vestului Transilvaniei.
În acea perioadă în care restul presei românești capitulase sub presiunea ministerului legionar al propagandei, Gazeta de Transilvania a rămas singura publicație protestatară. Datorită eliminării unor articole de către cenzura timpului și, totodată, interzicerii spațiilor albe în paginile ziarului, fiecare rând, pasaj sau articol scos trebuia înlocuit cu altceva. Ion Colan, redactorul Gazetei a pregătit o serie de imagini (troițe din Ardeal, silueta unui schior, cocoș de munte din zona Rodnei, și, pentru editorialul din prima pagină, un portret al lui Mihai Viteazul) pe care le-a introdus în locul textelor scoase de cenzură. Cititorii erau astfel invitați să deslușească, în acord cu aceste imagini stereotipe, sensul textului care lipsea. Ocazional, cenzura a fost depășită și au fost publicate unele articole alegorice, criptice.
După 23 august 1944, cenzura nu s-a mai făcut simțită în paginile Gazetei, revenindu-se pentru un scurt timp la normalitate, astfel încât redactorii au putut publica articole critice la adresa evenimentelor grave de natură politică care se petreceau în societatea românească, provocările din culise ale comuniștilor, lupta pentru putere, începutul epurărilor, instaurarea dictaturii comuniste. Toate acestea au dus la suspendarea definitivă a Gazetei de Transilvania din ianuarie 1945.

## Perioada siberiană

Voicu Nițescu

Gazeta de Transilvania a apărut în Siberia sub numele de Gazeta Transilvaniei și a Bucovinei în data de 13/26 octombrie 1918 pentru a facilita recrutarea de voluntari pentru cel de-al doilea Corp al Voluntarilor Români din Rusia. Ziarul a apărut sub conducerea lui Voicu Nițescu, acesta, ȋmpreună cu Victor Braniște fiind trimiși ȋn Siberia ca reprezentanți ai guvernului român.  Tipărirea ei s-a realizat la tipografia cehă din Ekaterinburg și ziarul a oferit informații prizonierilor români de la Celiabinsk, Irkuțk și Vladivostok, în paginile ei fiind republicată dealtfel și „Declarația de la Darnița”. Până la sfârșitul anului 1918 au apărut 6 numere, iar după mutarea redacției cu tot cu ziar la Irkuțk, în primul trimestru al anului 1919 au mai apărut alte 6 numere. Din lipsa unei tipografii, ziarul a apărut aici scris de mână și parțial șapirografiat.

## Redactori
- George Barițiu (1838–1849)
- Iacob Mureșianu (1850–1877)
- Aurel Mureșianu (1877–1909)
- Gregoriu Maior (1890–1900)
- Traian H. Pop (1901–1907)
- Victor Braniște (1907–1937)
- Ioan Brote (1938–1939)
- Gavril Pop (1940–1941)
- Ioan Colan și Lucian Valea (1941–1945)[29]

## Colaboratori
Printre colaboratorii mai importanți ai Gazetei de Transilvania s-au numărat: Andrei Mureșanu, Timotei Cipariu, Ioan Maiorescu, Damaschin Bojincă, Alexandru Papiu-Ilarian, August Treboniu Laurian, Ion Heliade Rădulescu, Costache Negruzzi, Ioan Slavici, Ioan Pop-Reteganul, Gheorghe Bogdan-Duică.
După anul 1900 ziarul a avut un caracter eminamente informativ, pe care l-a păstrat și în perioada interbelică. Între anii 1940 și 1945 ziarul brașovean a publicat versuri semnate de: Ion Al. Bran Lemeny, Teodor Mureșanu, Lucian Valea, Ecaterina Pitiș, Verona Brateș, G. St. Cazacu, articole de Ion Breazu, Vasile Netea, N. Georgescu-Tistu, Șt. Manciulea, N. Albu, Ioan Lupaș, recenzii de Octav Șuluțiu. Alți colaboratori au fost: V. Spiridonică, V. Steriopol, Emanoil Bucuța, A.P. Bănuț.

## Serie nouă

Gazeta de Transilvania - serie nouă

Din 1990, publicația a apărut din nou, sub același nume.
În data de 26 iunie 2009 activitatea Gazetei de Transilvania a fost suspendată temporar din motive financiare. 
„Am decis să ne întrerupem activitatea. Este o consecință a manelizării și tabloidizării presei”, a declarat Eduard Huidan, directorul publicației, administrator unic și acționar principal al societății editoare, care deține și marca Gazeta de Transilvania.
Până la suspendarea apariției, Gazeta de Transilvania a reeditat și suplimentul cultural Foaie pentru minte, inimă, și literatură.